# Erdfigur
Als Erdfigur (oder auch Erdgestalt) wird eine mathematisch möglichst einfach definierbare Annäherung an die Form der Erde bezeichnet. Eine solche Bezugsfläche wird in vielen Bereichen der Geowissenschaften für Berechnungen und für Positionsangaben benötigt.

## Geschichte
Erste Gedanken dazu dürften bereits auf südamerikanische Hochkulturen, Indien und Babylonien zurückgehen, vor allem aber auf die ionische Naturphilosophie. An die Stelle der frühgeschichtlichen Vorstellung von einer flachen Erdoberseite trat während der griechischen Antike das Modell einer Erdkugel. Auf Goldbrakteaten des Schatzfundes von Vindelev befinden sich Figuren mit Weltkugeln.

## Die „Erdkugel“

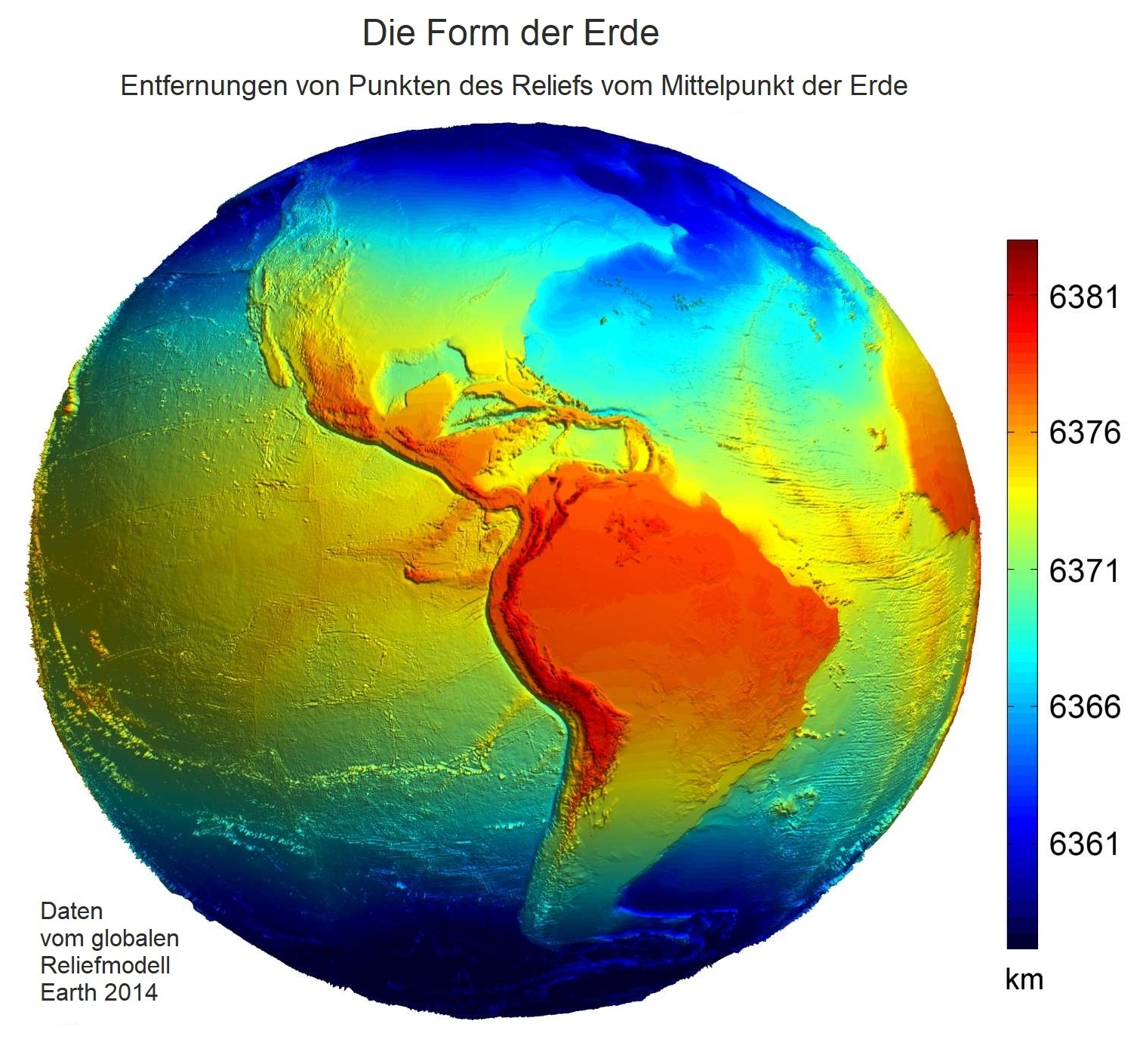
Relief der Ozeanböden und Landmassen. Farbskala: Entfernung der Reliefpunkte vom Erdmittelpunkt.

Eine theoretische ideale „Erdkugel“ (Globus) ist als Rechenfläche für die Wissenschaften nur bedingt geeignet, weil die Erde durch ihre Rotation an den Polen abgeflacht ist. Diese Abplattung macht etwa 21 Kilometer aus.
Die zonalen Abweichungen vom üblichen „mittleren Erdradius“ von 6371 Kilometern betragen zwischen −14 Kilometer an den Polen und +7 Kilometer am Äquator. Sie würden sich mit einem Kugelradius von 6368 Kilometern zwar auf −11 Kilometer / +10 Kilometer verringern (zweidimensionale Betrachtung), doch ergäben sich damit viel zu kleine Werte für Oberfläche und Volumen der Erde (dreidimensionale Betrachtung: bei der Berechnung von Oberfläche und Volumen geht jeweils der Abstand des betrachteten Elements von der Erdachse mit ein). Die mit unserem Planeten volumengleiche Kugel hat einen Radius von 6371,2 Kilometern; der Radius einer oberflächengleichen Kugel weicht um wenige Meter ab. Kugelförmige Modelle sind für die Erde nur dann brauchbar, wenn keine Genauigkeit besser als 10 Kilometer erforderlich ist. Die geozentrische Breite und die geografische Breite unterscheiden sich voneinander um bis zu 0,19° oder 22 Kilometer.

## Erdoberfläche, „Geoid“ und Erdellipsoid
Prinzipiell kann die Form der Erde auf mehrere Arten definiert werden:
1. als vereinfachte Erdoberfläche mit Meereshöhen von 0 Metern (genauer −400 Meter beim Toten Meer) bis +9000 Meter (Himalaya)
2. als Fläche der „festen Erde“ mit Höhen von −11 Kilometern (tiefster Meeresboden) bis +9 Kilometer
3. als idealisierte Fläche des Meeresspiegels (ohne die naturbedingten Schwankungen von 1 bis 5 Metern) – das seit 1870 sogenannte Geoid
4. ein dem Geoid angepasstes, rotationssymmetrisches Ellipsoid

Die ersten zwei Möglichkeiten scheiden in der Praxis aus, weil sie für den Großteil der Anwendungen zu kompliziert sind. Berechnungen auf einer schrägen, variabel geneigten Fläche erfordern einen deutlich höheren Aufwand. Auch sind die hierfür erforderlichen digitalen Geländemodelle (DGM, international DTM) erst seit den 1990er Jahren ausreichend genau und weltweit verfügbar.

### Geoid

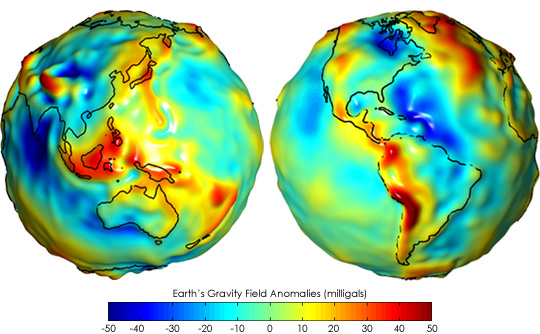
Visualisierung des Geoids

Eine idealisierte Fläche des Meeresspiegels scheidet im Regelfall – trotz des relativ gleichmäßigen Meeresspiegels – aus, weil auch diese Fläche mathematisch zu kompliziert ist. Eine Überlagerung von Kugelflächenfunktionen, die den Meeresspiegel auch nur auf 2 bis 4 Kilometer genau darstellt, erfordert bereits eine Formelgruppe mit 210 = 1024 Koeffizienten. Für eine Genauigkeit von ±1 Kilometer steigt der Aufwand auf mindestens das Zehnfache, mithin die 100-fache Rechenzeit.
Die idealisierte Fläche des Meeresspiegels wird für spezielle Zwecke (Ozeanografie, physikalische Geodäsie und Geoidforschung) verwendet. Sie entspricht einem gemischt physikalisch-mathematischen Modell.
Für die praktische Anwendung wird das Geoid im Rahmen einer Geoidbestimmung durch seine Abweichung von einem Bezugsellipsoid festgelegt: In einem regelmäßigen Raster werden die Lotabweichung (Unterschied zwischen Ellipsoidnormale und Lotlinie) und die Geoidundulation (Höhenunterschied zwischen Ellipsoid und Geoid) angegeben. So lassen sich trotz der Unregelmäßigkeiten im Schwerefeld präzise Vermessungsnetze berechnen und mit Gravimetrie kombinieren.

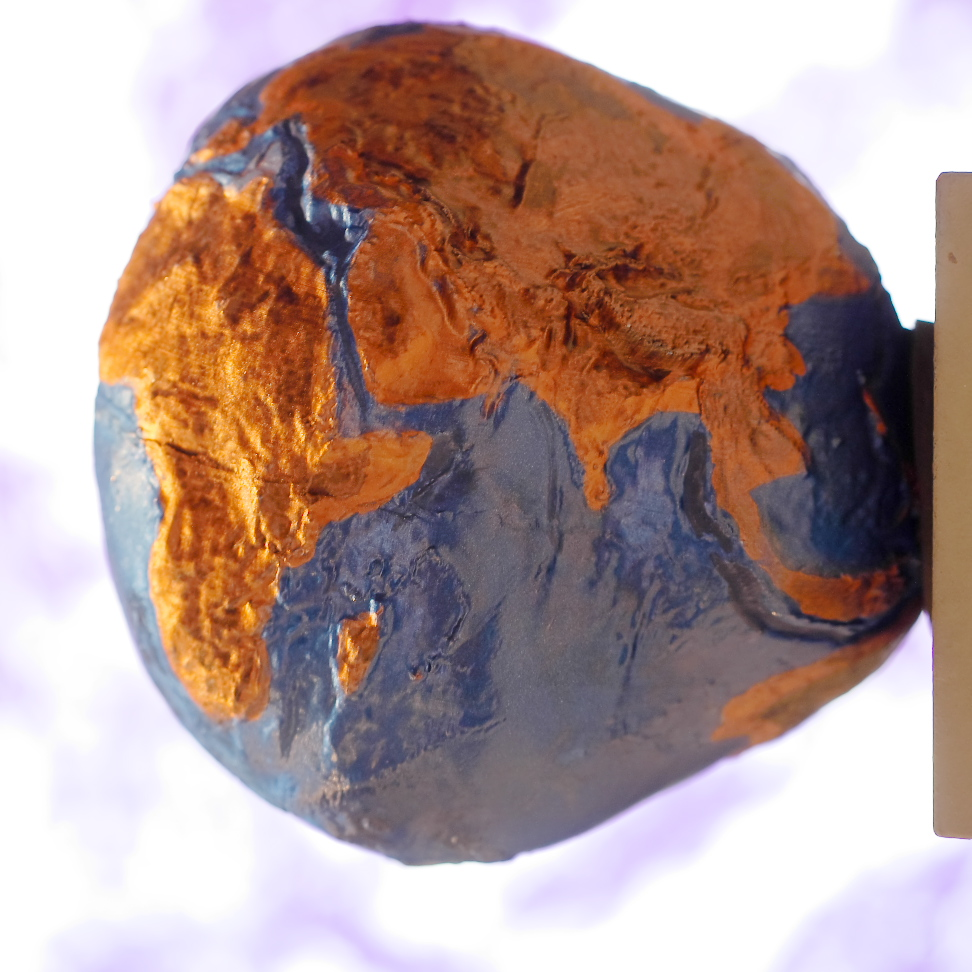
Dreidimensionales Modell der „Potsdamer Kartoffel“ (2017) mit einer 15000-fach überhöhten Darstellung der Erdoberfläche, Deutsches GeoForschungsZentrum

Im Juni 2011 veröffentlichte das Deutsche GeoForschungsZentrum (GFZ) in Potsdam das Schweremodell EIGEN-6C. Dieses Modell wurde aus den kombinierten Daten verschiedener Sat-Messungen von LAGEOS, GRACE, GOCE und anderen Messmethoden erstellt und hat eine räumliche Auflösung von rund zwölf Kilometern.

### Referenzellipsoid

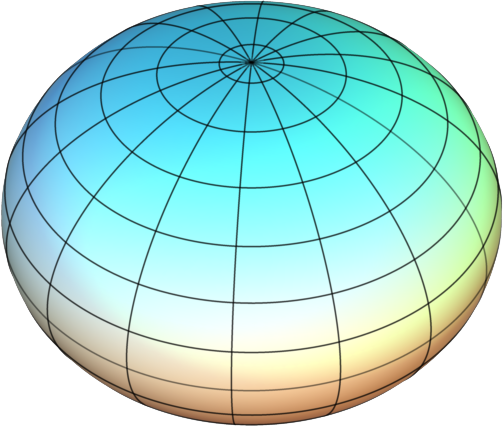
Ein abgeplattetes Rotationsellipsoid

Bei der überwiegenden Zahl von Anwendungen und Berechnungen wird nicht eine physikalisch, sondern rein geometrisch definierte Rotationsfigur zugrunde gelegt, die durch die zwei Achsen Äquatorradius a und Polradius b festgelegt ist.
Die konkreten Werte a und b hängen von der jeweiligen Anwendung und Region ab. Details dazu sind in den Artikeln zu den Ellipsoiden von Bessel (1842), Clarke (1866/1880), Hayford (1924) und Krassowski (1940) sowie WGS 84 nachzulesen. Für die Landesvermessung einzelner Staaten wurde meist das Referenzellipsoid benutzt, das für das jeweilige Land am besten angepasst war. Nur wenige Bezugssysteme sind für globale Vermessungen geeignet. Verschiedene Referenzellipsoide in Kombination mit einem anderen Geodätischem Datum können schnell zu sehr unterschiedlichen Positionsangaben führen, bei genaueren Ortsangaben sollte daher auch immer das entsprechende Bezugssystem angegeben werden.